# Kostel Nalezení svatého Kříže (Zliv)
Římskokatolický filiální kostel Nalezení svatého Kříže ve Zlivi je raně gotická sakrální stavba stojící v obci uprostřed hřbitova. Od roku 1964 je chráněn jako kulturní památka.

## Historie
Kostel byl postaven ve druhé polovině 13. století a písemně je doložen k roku 1357. Později byl v lodi barokně upraven.

## Architektura
Jedná se o jednolodní, obdélnou stavbu s presbytářem, který je zevně půlkruhově, uvnitř pětiboce uzavřený. Po severní straně kostela se nachází obdélná sakristie. Před západním průčelím je mohutná hranolová věž.
Presbytář je zevně opatřen opěráky. Stěny jsou s úzkými hrotitými okny v hlubokých a širokých, segmentově uzavřených špaletách. V prvním a druhém patře věže jsou malá střílnová okénka. Věž je otevřena do lodi hrotitým portálkem. Ve věži je zazděná rozeta s čtyřlistem vedoucí do původní lodi.
Z presbytáře do sakristie vede gotický hrotitý profilovaný portál, který pochází asi z první poloviny 14. století. Presbytář je sklenut jedním polem křížové klenby a v závěru paprsčitě. Jsou zde velmi silná a mohutná žebra hrubého klínového profilu. Triumfální oblouk je těžký a lomený. Loď má plochý strop. Kruchta je nesena dřevěným sloupkem. Sakristie má valenou klenbu. V presbytáři se nachází raně gotický sanktuář, který je čtyřikrát odstupňovaný.

## Zařízení
Zařízení kostela je pseudoslohové a pochází od J. Stoklasy ml. Hlavní oltář a kazatelna jsou z roku 1916. Boční oltář s obrazy a na prknech malovanou architekturou pochází z první poloviny 19. století.

## Okolí kostela
Nedaleko kostela se nachází pískovcový krucifix z roku 1791.